# Geissois superba
Espèce
Statut de conservation UICN

 VU D1 : Vulnérable
Geissois superba est une espèce de plantes de la famille des Cunoniaceae.

## Publication originale
- Bernice P. Bishop Museum Bulletin 83: 9, f. 9. 1931.